# HD 183263
HD 183263 — звезда в созвездии Орла на расстоянии около 180 световых лет от Солнца. Вокруг звезды обращаются, как минимум, две планеты.

## Характеристики
HD 183263 — жёлтый субгигант с массой 1,17 солнечных и температурой поверхности 5936 кельвинов. Возраст звезды оценивается в 6—10 миллиардов лет.

## Планетная система
В 2005 году группой астрономов было объявлено об открытии планеты HD 183263 b в системе. Она представляет собой газовый гигант с массой, равной 3,73 массы Юпитера. Обращается она на расстоянии 1,5 а. е. от родительской звезды, совершая полный оборот за 624 суток. Через три года, в 2008 году, астрономы обнаружили ещё одну планету — HD 183263 c. Это тоже газовый гигант, по массе превосходящий Юпитер в три с половиной раза. Обращается планета значительно дальше, чем HD 183263 b — на расстоянии 4,35 а. е. от звезды. Год на ней длится приблизительно 2070 суток.